# Josef Rudolf Witzel
Josef Rudolf Witzel (* 27. September 1867 in Frankfurt am Main; †  1925 in Gräfelfing) war ein deutscher Illustrator, Karikaturist, Plakatkünstler und Maler.

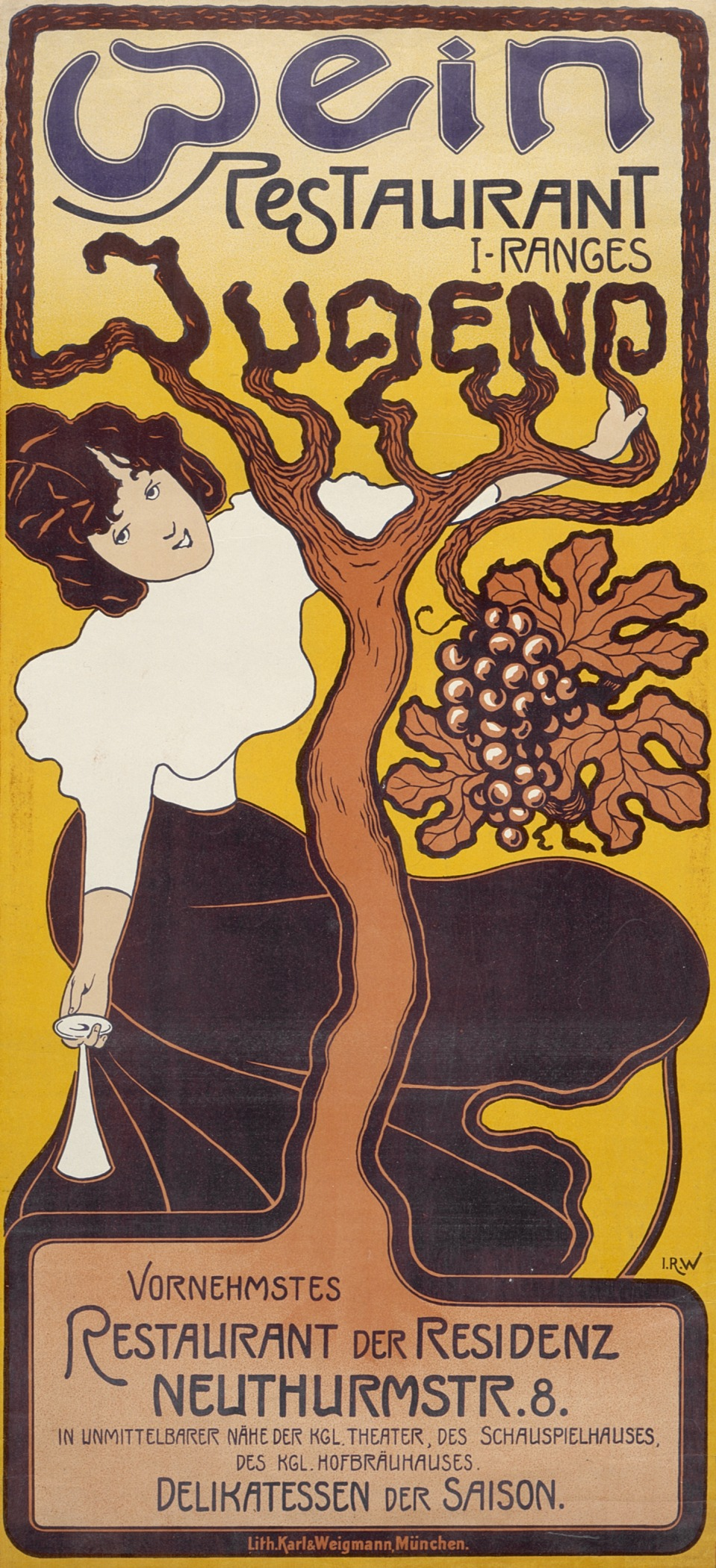
Weinrestaurant Jugend, München (1891)

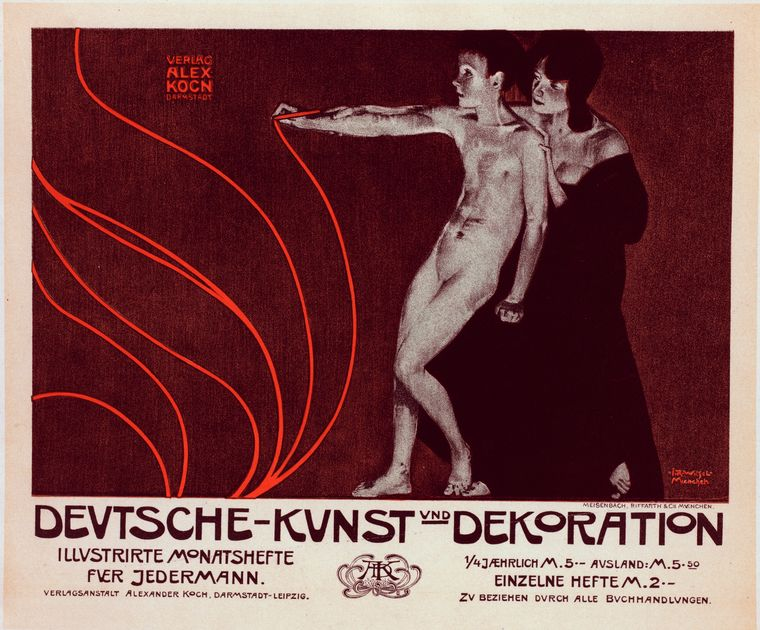
Zeitschrift Deutsche-Kunst und Dekoration (1898)

## Leben
Josef Rudolf Witzel studierte Malerei bei Edward von Steinle am Städelschen Institut in Frankfurt und in Karlsruhe an der Großherzoglich Badischen Kunstschule bei Caspar Ritter. Seit 1890 arbeitete er in München, wo er Mitarbeiter der 1896 gegründeten Wochenzeitung Jugend wurde. Witzel war ein Plakatkünstler des Jugendstils. In dem in Frankreich von Jules Chéret zwischen 1895 und 1900 herausgegebenen Abonnement von zeitgenössischen Plakaten Les maîtres de l’affiche war auch Witzel vertreten.
Witzels Arbeiten finden sich in vielen Anwendungsgebieten der Illustration, Karikatur und des Werbeplakats. Er signierte mit J. R. Witzel, Josef R. Witzel und JRW.
Witzel starb 1925.